# Adam Federici
Adam Jay Federici (Nowra, 31 gennaio 1985) è un ex calciatore australiano con cittadinanza italiana, di ruolo portiere.

## Biografia
Possiede anche la cittadinanza italiana.

## Carriera
Nel 2017 passa in prestito al Nottingham Forest ma a seguito ad un infortunio con la nazionale fa ritorno al Bournemouth l'11 settembre 2017.

## Palmarès

### Club

#### Competizioni nazionali
- Football League Championship: 1

Reading: 2011-2012